# Parafia Narodzenia Najświętszej Maryi Panny w Kamionnie
Parafia Narodzenia Najświętszej Maryi Panny w Kamionnie – parafia rzymskokatolicka należąca do dekanatu międzychodzkiego archidiecezji poznańskiej.
Została utworzona w XII wieku. Mieści się przy ulicy Kościelnej.